# Paulette Dehoux
Paulette Dehoux, née Posa le 16 mars 1915 à Saint-Féliu-d'Avall et décédée le 5 mai 2016 à Prats-de-Mollo-la-Preste, est une résistante française de la Seconde Guerre mondiale. 

## Biographie
Paulette Dehoux grandit à Prats-de-Mollo auprès de ses grands-parents dans la maison familiale au Portall del Rector.
Lorsque la Seconde Guerre mondiale éclate, Paulette Posa a 25 ans. Elle décide de s’engager dans la Résistance et est recrutée par le réseau américain « Ho-Ho » par l’entremise du consulat américain de Barcelone et de Pratéens y étant réfugiés. Durant cette période, elle transporte des documents et des postes émetteurs entre Perpignan et la frontière espagnole. Prévenue qu’elle est recherchée par la Gestapo à la suite des arrestations d’une partie du réseau à Prats-de-Mollo en janvier 1944, Paulette Dehoux décide de se réfugier en région parisienne chez une amie de sa tante, Mme Brassard. Paulette Posa participe ensuite à la libération de Paris après avoir vécu quelques mois dans la clandestinité.
À la fin de la Guerre, elle revient vivre dans son village d’enfance. En 1948, elle épouse Gérald Dehoux.
Au cours de sa vie, elle intervient dans les écoles pour parler de son expérience de la guerre et de la Résistance.

## Distinctions

### Décoration honorifique
- Médaille d'honneur des anciens combattants.

En 2015, pour son centième anniversaire, Paulette Dehoux reçoit la Médaille d’honneur des anciens combattants. Elle est également nommée citoyenne d’honneur de la ville de Prats-de-Mollo par Bernard Rémedi, maire et conseiller général.

### Hommage posthume
- Une rue à son nom : le 6 avril 2018, le prince Albert II de Monaco inaugure à Prats-de-Mollo la plaque d'une nouvelle rue baptisée Escotes Paulette Dehoux en hommage à la résistante[4],[5] .